# Liebesjagd durch sieben Betten
Liebesjagd durch sieben Betten ist ein deutscher Erotikfilm aus dem Jahr 1973.

## Handlung
Thomas Schürer, ein unerfahrener junger Mann, wird zum legitimen Erben des Vermögens seines Onkels Frank. Nach dem Testament kann der junge Mann das Erbe jedoch erst antreten, wenn er innerhalb von höchstens sieben Tagen die sieben Freundinnen des Onkels aufsucht, die ihn „zum Mann machen“ und dann ein Amulett geben sollen. Die Amulette, in richtiger Reihenfolge aneinander gelegt, ergeben Franks Lebensmotto.

## Die Mädchen in Reihenfolge
Brigitte Krebs (Friseuse), Erika Mansfeld (Teppichverkäuferin), Uschi Glashauser (Vegetarierin), Carmen Williams (Nachtclubtänzerin), versehentlich Rita Singer, Nicole Beringer (WG mit Sabina und Angela), Monika Seler (Cutterin), Sigrid König (Reisebüroangestellte).

## Franks Lebensmotto
Die Amulette buchstabieren das Wort „Bumsen!“.

## Hintergrund
Der Film wurde zwei Jahre vor der Liberalisierung des §187 StGB gedreht und enthält keine hardcore-Szenen.
Für den angelsächsischen Markt wurde der Film unter dem Titel „I Like The Girls Who Do“ synchronisiert.

## Kritik
„Ein bisher in der Liebe unerfahrener Jüngling muß in Erfüllung des Testaments seine Onkels eine Woche lang die sieben ehemaligen Geliebten beglücken. Sexfilm ohne eine Spur von Witz und Gestaltungsvermögen.“